# Паредес, Кристиан
Кристиа́н Фабиа́н Паре́дес Масье́ль (исп. Cristhian Fabián Paredes Maciel; род. 18 мая 1998, Ягуарон, Парагвай) — парагвайский футболист, полузащитник клуба «Портленд Тимберс» и сборной Парагвая.

## Клубная карьера
Паредес — воспитанник клуба «Соль де Америка». С 2016 года — игрок основного состава клуба. 23 января 2016 года дебютировал в чемпионате Колумбии в поединке против «Олимпии», выйдя на поле в стартовом составе и будучи заменённым на 79-й минуте. В апертуре 2016 сыграл 10 встреч, забил 1 мяч — 8 мая в ворота «Хенераль Кабальеро».
В начале 2017 года перешёл в мексиканскую «Америку». Дебютировал за «Америку» 14 февраля 2017 года в матче Копа MX против «Атлетико Сакатепек».
2 февраля 2018 года Паредес был взят в аренду клубом MLS «Портленд Тимберс». В главной лиге США дебютировал 4 марта 2018 года в матче стартового тура сезона против «Лос-Анджелес Гэлакси». 19 мая 2018 года в матче против ФК «Лос-Анджелес» забил свой первый гол за «Тимберс». 6 февраля 2020 года «Портленд Тимберс» выкупил Паредеса у «Америки».

## Международная карьера
Играл за юношеские и молодёжные сборные Парагвая. Участвовал в чемпионате Южной Америки 2015 среди юношей до 17 лет и чемпионате мира 2015 среди юношей того же возраста.
За основную сборную Парагвая дебютировал 2 июня 2017 года в товарищеском матче со сборной Франции.

## Достижения
«Соль де Америка»
- Чемпион Парагвая — Апертура 2016